# Antongilski zaljev
Zaljev Antongila (malgaški: Helodranon Antongila) poznat i po svom starom francuskom nazivu Baie d'Antongil, najveći zaljev na istočnoj obali Madagaskara, smješten u provinciji Toamasini i regiji Analanjirofo.

## Zemljopisna obilježja
Zaljev Antongila širok je 30 km, ukupne površine 2800 km² te prosječne dubine od 14 do 70 m. Ulaz u zaljev iz Indijskog oceana omeđen je poluotokom Masoalom s istoka i ušćem rijeke Mananare kraj grada Mananare Avaratre sa zapada. U dubini zaljeva, na krajnjem sjeveru nalazi se otok Nosy Mangabe, poznat po svom rezervatu prirode i grad Maroantsetri s deltom rijeke Antainambalane. U zaljevu imaju ušće brojne rijeke i potoci, od kojih su najveće Mananara, Rantabe, Antainambalana i Ambanizana. Zaljev je dobro zaštićen brdima na Masoali od jakih uraganskih vjetrova s Indijskog oceana. 
Na dnu kraj grada Maroantsetre nalazi se aluvijalna dolina rijeke Antainambalane. Geološki sastav pouotoka Masoale sličan je obližnjem vulkanskom masivu Tsaratanani.

### Grbavi kitovi
U zaljev Antongilu doplivaju svake godine oko rujna brojni grbavi kitovi (Megaptera) s Antarktike, zbog razmnožavanja i uzgoja potomstva. Tu imaju idealne uvjete za rast svojih mladunaca i vlastite ljubavne igre, prije velikog povratka u hladno more.

### Nacionalni parkovi i rezervati prirode
Na gotovo cijeloj površini poluotoka Masoale prostire se veliki Nacionalni park Masoala, jedan od šest parkova kompleksa parkova Kišne šume Atsinanane na UNESCO-ovom popisu svjetske baštine. Na otoku Nosy Mangabeu nalazi se rezervat prirode, a na jugozapadu veliki Nacionalni park Sjeverna Mananara.

## Povijest
Početkom 18. stoljeća na otoku Nosy Mangabeu egzistirala je piratska kolonija (uz onu veću na otoku Nosy Boraha), iz koje su plijenili brodove koji su plovili za IndijuNjihovi potomci zvani Malati, uspjeli su do 1720. godine uspostaviti prevlast nad svim lokalnim plemenima u zaljevu (uglavnom nad Betsimisarakama). Zaljev Antongila bio je sredinom 18. stoljeća važan punkt za trgovinu robovima, sve dok ta trgovina nije zamrla krajem istog stoljeća.
U drugoj polovini 18. stoljeća zaljev je bio baza francuskog pustolova poljskog podrijetla Maurica Augusta Beniovskog (1746. – 1786.), koji je doplovio na Madagaskara po nalogu francuskog kralja Luja XV. kao malgaški zapovjednik. Beniovski je 15. veljače 1774. godine osnovao grad Louisbourg (današnja Maroantsetra) iz kojeg je vladao kao kralj nad svojom kolonijom, sve dok njegovu koloniju nisu 1785. uništili Francuzi koji su ga i poslali u misiju i na kraju ubili kao pobunjenika 24. svibnja 1786. zbog jednoga okršaja.

## Vanjske poveznice
- Baie d'Antongil (Madagascar) na portalu Sea - Seek
- Fotografije zaljeva Antongile na portalu Madagascar photo  Arhivirana inačica izvorne stranice od 14. listopada 2011. (Wayback Machine)